# 宁波轨道交通3号线
宁波轨道交通3号线是浙江省宁波市一条地铁线路，为宁波轨道交通系统的组成部分，标志色为金穗黄。线路大体呈南北走向，自南向北依次经过奉化、鄞州、江北和镇海四区，穿越了三江口核心区和宁波两个城市新区（镇海新城和鄞州中心区）。全线设车站29座，其中8座车站与其他6条轨道交通线路换乘。
3号线建设共分两期。一期工程从大通桥站至高塘桥站，长16.83千米，共设车站15座，于2014年12月23日开工建设，2019年6月30日通车运营；二期工程为兴海南路站至骆驼桥站，共设5站。大通桥站–外漕村站区间由于庄桥机场搬迁问题无法贯通，因此3号线二期近期建设的9.04千米暂与5号线贯通运营，于2019年12月2日开工建设，2024年6月28日开通运营。此外，从高塘桥站至金海路站的9站以宁波至奉化城际铁路的名义建设，以宁波轨道交通3号线（鄞奉段）的名义于2020年9月通车运营，未来计划在方桥站拆分运营。包含一、二期和鄞奉段在内，3号线全线共设29座车站，线路北端预留有进一步延伸的条件。

## 线路走向
3号线南起奉化区境内的金海路站，以高架形式沿东环路路中向北，与机场路高架共线抵达方桥，此后向西转入雁湖路，经过甬江村和鄞州工业园后折向北，进入姜山镇环镇北路，在宁波绕城高速公路前转入地下，抵达高塘桥站。此后线路沿广德湖南路向北延伸，经过茶桃公路后转为向东沿鄞州大道并经过宁南路。此后，线路折向北进入天童南路并向北铺设，并经过鄞县大道、四明路。线路在嵩江中路转向东，抵达中萃路后折向东北，沿前塘河行进至杭甬高速公路和环城南路并抵达仇毕村。此后线路向北穿过甬台温铁路。继续向北穿过兴宁路后，线路沿中兴路敷设，依次穿过中山路、惊驾路和通途路。此后线路沿中兴北路设置并下穿甬江，抵达环城北路北侧的一期终点大通桥站。二期线路则从外漕村站始，沿规划锦堂路向北穿过北外环路和宁波铁路枢纽北环线，抵达329国道，此后穿过镇海大道，终于320省道。大通桥至外漕村区间受到庄桥机场影响，为远期规划线路。

## 历史

### 规划
宁波轨道交通3号线最早出现在2003年8月编制完成并通过专家评审的《宁波市城市快速轨道交通线网规划》中，该规划将3号线定为宁波轨道交通“三主三辅”6条线路中的3条骨干线之一。2006年2月《宁波市快速轨道交通线网规划》获得宁波市政府批复，其中包括3号线和通往奉化、接驳3号线的城际轨道线路。随后，2006年8月国务院批复的《宁波市城市总体规划（2006年-2020年）》中确认了宁波市建设轨道交通的规划预想。
根据获批的城市总体规划和轨道交通线网规划，3号线北起澥浦镇，南至鄞州陈婆渡，全长35公里。根据当时设计，线路以江东段为地下区段，地下段长7.2公里；镇海、江北、鄞州新城段采用高架形式，高架段长22.5公里。在线路建设正式付诸实施前，2011年宁波市政府又编制了《宁波市城市轨道交通近期建设规划（2013-2020年）》，即宁波轨道交通第二轮建设规划，规划将3号线全线分为两期建设。一期从陈婆渡站至宝成路站，二期从宝成路站至骆驼北站，全长29.9公里，线路形式也由之前规划的高架与地下结合改为全线地下。2013年11月，上述规划在经国家发改委和建设部评审后，该规划获得国务院批复。鄞州至奉化的线路最初以宁波至奉化城际铁路的名义纳入《浙江省都市圈城际铁路近期建设规划》，该规划于2014年12月获得国家发改委批复。在这份批复中，3号线鄞奉段北起高塘桥站，南至金海路站，全长21.8公里。

### 一期工程

3号线一期建设时更改的线路走向

#### 建设规划
2012年末广州地铁设计研究院中标3号线一期工程设计项目，线路勘察则于次年开始。根据建设规划环评等方面的反馈信息和线路勘察获得的实际情况，3号线一期规划进行了一系列的调整。首先，由于宁波庄桥机场搬迁时间未定，最初规划的一期北端终点被从宝成路站缩短至大通桥站。其次，为了避让城市内河水源保护地，原规划沿钱湖北路和中兴南路的麦德龙–儿童乐园区间走向被东移至沿前塘河至仇毕村，并在仇毕村新增永达路站。最后，为了使一期工程的配属列车能够进行定修和镟轮作业，原姜山停车场和朝阳车辆段的功能进行了对调。上述方案在2013年11月编制完成的《宁波市轨道交通3号线一期工程可行性研究报告》中予以确定，并由国家发改委办公厅批复同意。2014年10月31日一期工程可行性研究报告获得宁波市发改委批复，初步设计则于12月5日获批，3号线一期工程成为第二轮建设规划中首条获批的线路。

#### 工程建设
作为第二轮建设规划中首条开工建设的线路，3号线一期工程首个车站于2014年12月23日开工建设。此后，仇毕站、钱湖北路站等车站主体结构相继封顶。2018年8月6日，南部商务区站主体结构的封顶标志着一期工程所有车站主体全部封顶。
2015年11月30日，当时全球最大的土压平衡矩形盾构机“阳明号”从高塘桥站南端始发，开挖3号线首条盾构隧道，隧道于2016年11月11日贯通。作为矩形盾构试验段，这段隧道开挖的成功使在旧城区以更低的拆迁成本开挖地铁隧道成为可能。工程正线首条贯通隧道，下穿甬江的大通桥–中兴大桥南区间左线，也于11月15日贯通。至2018年5月4日，3号线一期盾构区间全线洞通。
在土建工程陆续完成的同时，2018年3月15日中兴大桥南站首先开始开展机电施工，2018年5月4日大通桥站和奉化线高塘桥-姜山高架区间U型槽首先开始铺轨。最终，全线于2018年11月25日实现轨道铺通，12月末实现电通。

#### 运营准备
3号线首组列车于2017年12月20日在宁波中车产业基地下线。2019年1月28日，在完成限界检测、冷滑以及接触网送电等工作后，一期工程开展了热滑试验，试验于1月30日完成。同年3月11日，一期工程配属的所有17列电客车全部到达车辆段，并开始验收和车辆调试，车站及线网联调、行车联调、供电联调等工作则在其后展开。2019年6月5日，3号线通过试运营评审，并于6月30日通车试运营。

### 鄞奉段
宁波轨道交通3号线鄞奉段，前身为宁波轨道交通鄞奉线，前称宁波至奉化城际铁路（宁奉线、宁奉城际），建设时编号宁波都市圈城际铁路S3线，是中国浙江省宁波市运营中的一条市郊铁路，属于宁波轨道交通系统。鄞奉段起自鄞州区境内的高塘桥站，终于奉化区境内的金海路站，全长21.808公里。线路由宁波轨道交通集团负责建设和运营，于2015年12月30日开工建设。2019年9月28日，首通段姜山站至明辉路站与宁波轨道交通3号线贯通运营，届时末班车为20:00，有别于3号线。2020年3月4日，轨道交通指挥部确认将宁奉城际改名鄞奉线。后通段于2020年9月27日试运营，鄞奉线全线改称为“3号线（鄞奉段）”，运营时间与3号线保持一致。同时，线路预留了拆分独立运营的条件。

#### 线路走向
鄞奉段起点为宁波轨道交通3号线高塘桥站，以地下线形式向南，下穿宁波绕城高速公路后转为高架线，进入姜山镇环镇北路，此后折向东转入雁湖路，经过鄞州工业园和甬江村，至方桥后转入东环路西侧向南，在跨越葭浦江后转向路中设置，最终到达金海路。线路全长21.808公里，其中地下线0.784公里，高架线20.624公里，过渡段长0.402公里。方桥至大成四站及前后区间与宁波机场快速路南延段共构。
远期鄞奉线将从方桥站拆分。方桥站以北的线路将被纳入3号线，维持80公里最高时速不变。而方桥站以南线路将从方桥站北延，经过2号线栎社站，终于5号线张家潭站。南端也将从金海路站继续南延，经过奉化火车站后向南抵达宁海境内。南段时速届时将提高到120公里。

#### 建设规划
根据2005年公布的《奉化市市域总体规划》中的轨道交通规划，鄞奉段原规划为接驳3号线的一条轻轨，包含前往城区和溪口镇的一主一支两条线路。2006年公布的《宁波轨道交通线网控制性详细规划》线路总平面图中，将鄞奉段明确为一条接驳3号线的城际轨道线路。2013年，该段线路以宁波至奉化城际铁路为名纳入《浙江省都市圈城际铁路近期建设规划》，上报国家发改委审批，并于2014年12月获得批复。在此期间，线路的走向和建设时序得到了进一步明确：确定起点为续接3号线高塘桥站，终点为金海路站，全长21.8公里，并预留进一步延伸的条件。宁波至奉化城际铁路工程可行性研究报告于2015年11月获得浙江省发改委批复，为浙江省都市圈城际铁路规划中首条获批的线路。

#### 工程建设与运营准备

原鄞奉线图标

原宁奉城际图标

2015年12月30日，宁奉线先行节点，位于奉化区境内的金海路站开工建设。2017年1月，位于鄞州区境内的甬江村站开工。同年6月13日，位于奉化区境内的机场快速路共线段开工建设。2019年1月28日，自姜山站至明辉路站的首通段桥梁贯通。首通段铺轨于2018年5月4日展开，2019年3月29日短轨铺通。全线供电施工于2018年5月23日开工，首通段于2019年5月20日完成电通，6月5日开始空载试运行，9月28日开通。2020年3月4日，轨道交通指挥部确认将宁奉城际改名鄞奉线。自朝阳站至金海路站的后通段于2020年3月31日完成长轨通，5月6日完成热滑，此后展开联调联试，2020年9月27日开通运营并改称为“3号线（鄞奉段）”。

## 技术特点

### 盾构下穿高铁道岔
3号线一期工程永达路站至儿童公园站盾构区间由中铁隧道局承建，工程需要下穿日通过列车数超过200对的杭深线宁波东站西咽喉，是中国国内首例盾构下穿高铁道岔的工程。由于盾构隧道下穿对铁路的电力、列控等方面可能存在影响，工程风险较大难度较高，该工程被视为3号线一期工程中的控制性工程。该区间的盾构施工于2017年11月8日成功推进到脱离铁路地段影响范围，标志着下穿工程的成功。
盾构区间隧道穿越宁波东站时与杭深线平面夹角呈84度，隧道顶部埋深约25米。2017年3月起盾构隧道施工方就与上海铁路局等铁路有关部分进行协调，确定下穿工程技术实施方案。根据方案，上海铁路局在盾构隧道下穿前组织了道岔迁改，在下穿工程施工期间临时改移行车线路，以避免地基沉降对行车的影响。盾构工程建设者通过对铁路路基的注浆预加固，和在盾构机掘进期间结合地表沉降监测调整盾构机控制参数并实施同步注浆、二次注浆的方式，将地层损失率控制在了0.8%以下，实现了沉降导致的路轨不平顺不超限值。

### 盾构法联络通道
根据地铁设计规范，地铁隧道中每600米要设置一处联络通道连接上下行两个方向的隧道，以满足防灾逃生的要求。在3号线一期工程盾构隧道联络通道建设过程中，工程建设者采用了盾构法来实施联络通道施工。2018年1月15日，首条盾构法联络通道完成施工，该通道是国内贯通的首条盾构法联络通道，同时也是世界上首条采用盾构法施工的轨道交通联络通道。
3号线首条盾构法联络通道直径3.15米，长17米，埋深约20米。工程实施方案由中铁上海局、上海隧道工程、宁波大学等机构组成的科研联合体研究提出。该技术推动了地下工程建设的非开挖化、全机械化，在部分区段实现了工期较传统施工工艺缩短80%的效果。

## 车站
宁波轨道交通3号线一、二期和鄞奉段共设车站29座，其中20座为地下车站，其余为高架站。

### 站名
3号线车站命名时，既考虑了车站所处地理位置，又结合了车站周边区域的历史情况、风土人情以及文化底蕴。在保证轨道交通自身功能的前提下，尽可能地发掘当地具有历史意义、文化内涵，选择能很好反映车站所在区域风貌且具有代表性的历史文物、公共设施、道路等作为轨道交通车站站名。因而在此过程中，多座车站站名因历史传承和辨识度的原因曾进行更改。
| 现站名       | 原站名         | 更名原因                                           |
| ------------ | -------------- | -------------------------------------------------- |
| 中兴大桥南站 | 曙光路站       | 车站位于中兴大桥南侧                               |
| 儿童公园站   | 儿童乐园站     | 车站位于宁波儿童公园内                             |
| 仇毕站       | 永达路站       | 车站位于鄞州区仇毕村                               |
| 钱湖北路站   | 麦德龙站       | 车站位于嵩江路和钱湖北路交叉口                     |
| 四明中路站   | 万达广场站     | 车站紧靠四明中路                                   |
| 鄞州区政府站 | 鄞县大道站     | 车站靠近鄞州区政府                                 |
| 鄞州客运总站 | 鄞州大道站     | 车站靠近鄞州客运总站                               |
| 句章路站     | 黄家村站       | 车站靠近句章路                                     |
| 高塘桥站     | 陈婆渡站       | 车站位于首南街道高塘桥村，村名来源于桥名           |
| 狮山站       | 鄞州工业园东站 | 位于原狮山乡，近狮山公园、狮山新村，因此得名       |
| 明辉路站     | 甬江村站       | 车站沿雁湖路设置，临近明辉路，因此得名             |
| 朝阳站       | 鄞州工业园西站 | 位于原朝阳乡，近朝阳小学、朝阳高速出入口，因此得名 |
| 琎琳站       | 竹产业园站     | 近有琎琳新庙，因此得名                             |
| 南渡站       | 蒋家站         | 位于唐朝时古渡遗址称南渡，因此得名                 |
| 大成东路站   | 大成站         | 沿东环路南北敷设，横截路为大成东路，因路得名       |

### 车站装饰

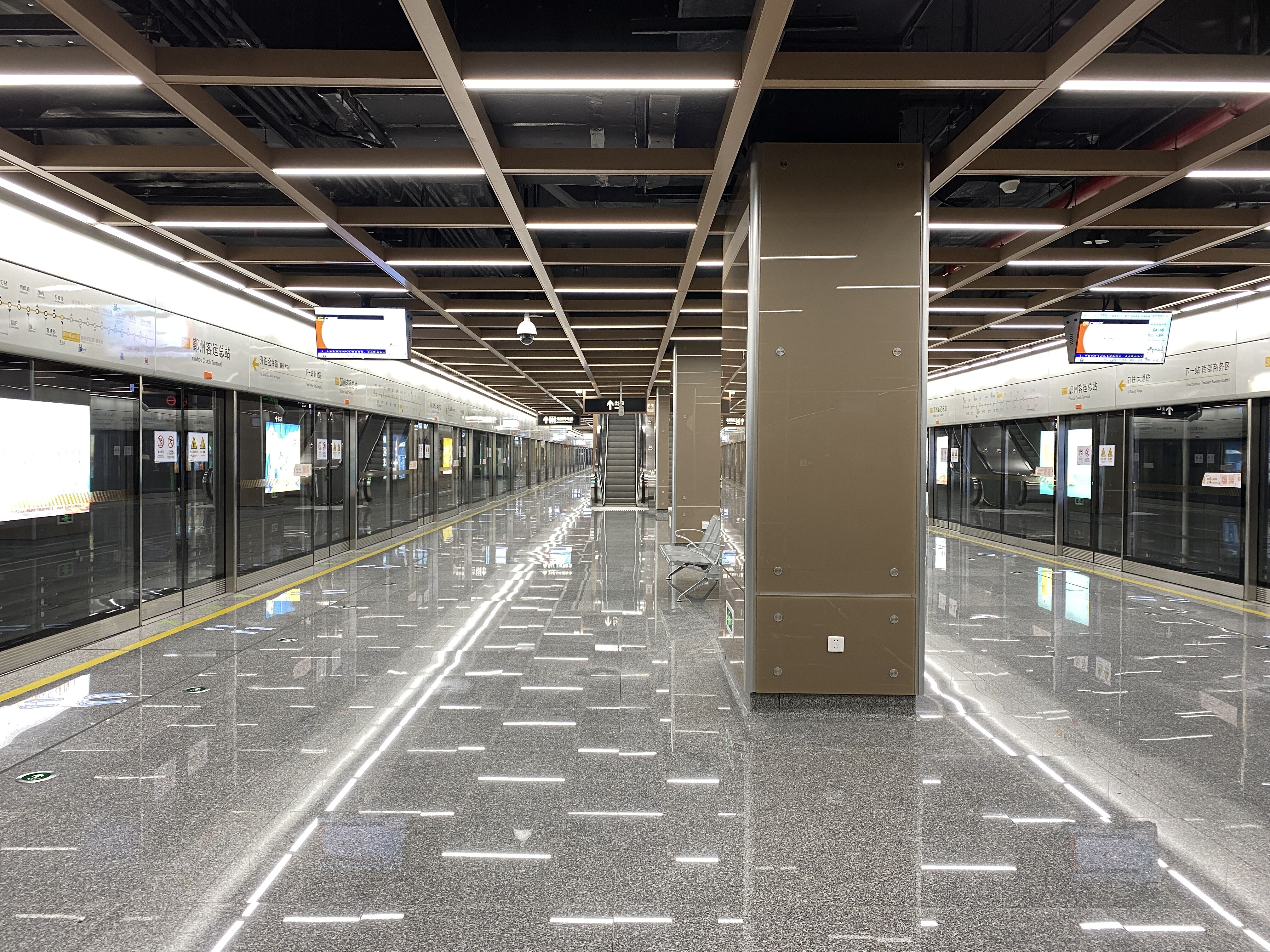
3号线的标准站以方格为基础元素布置，图为鄞州客运总站

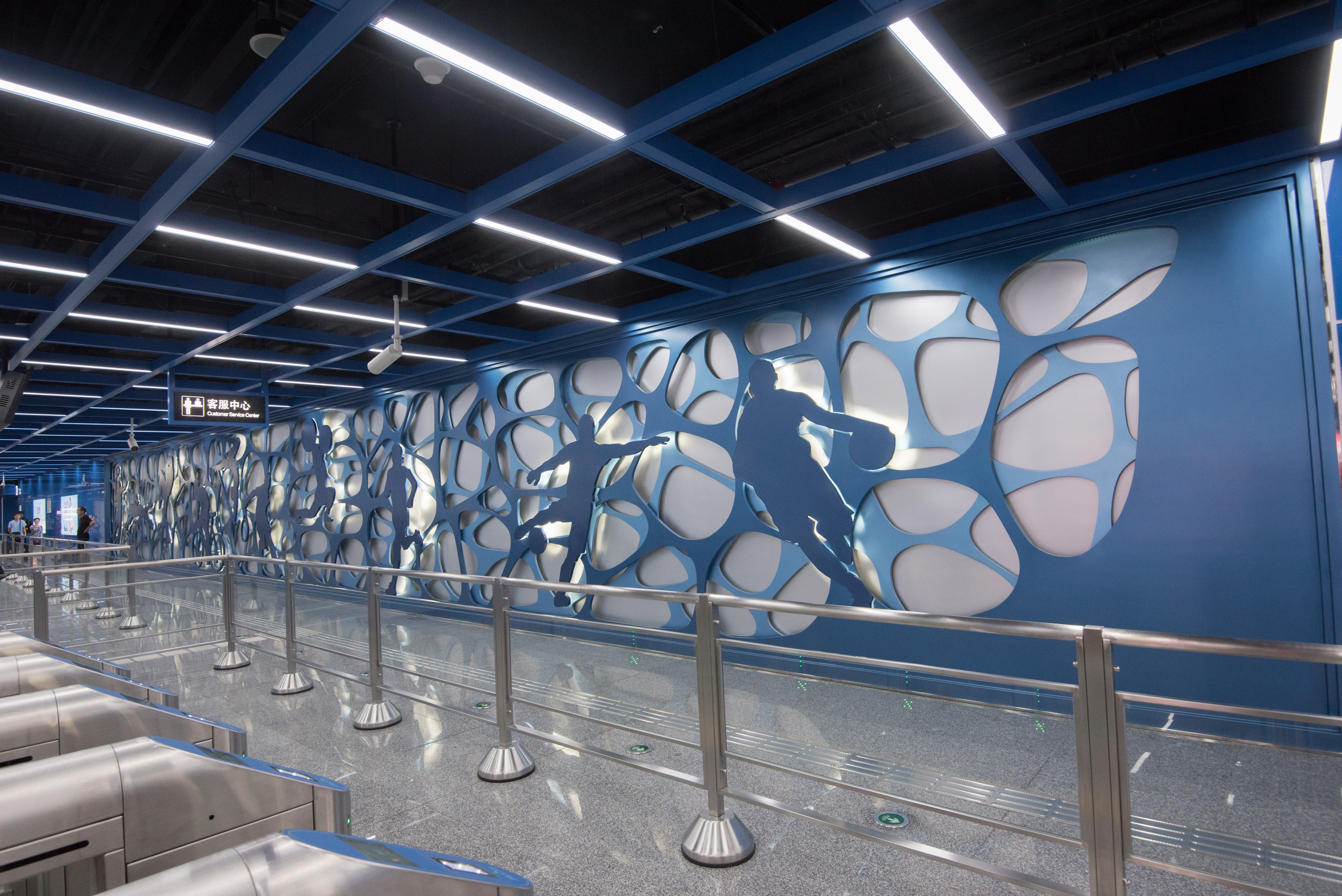
体育馆站文化墙“甬城律动”

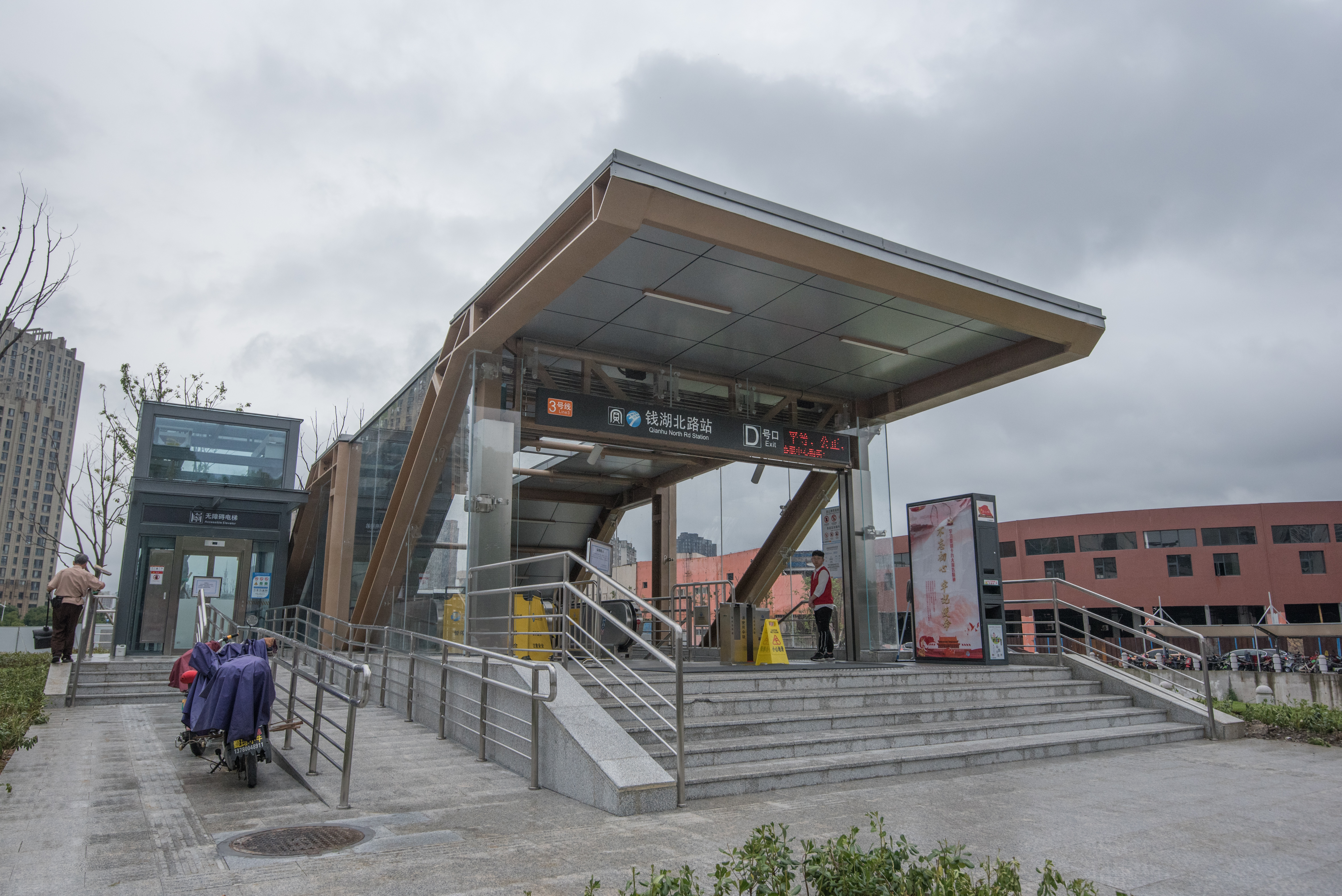
钱湖北路站D出入口

3号线一期大多数车站采用与标志色相近的香槟金作为主色调，樱花公园站、体育馆站、儿童公园站则分别采用樱花粉、湖蓝和绿色作为主色调，以体现车站的特点。在一期15座车站中，大通桥站、体育馆站、鄞州区政府站和南部商务区站设有文化墙。大通桥站的文化墙主题为“水韵”，由桥和宁波地名组成。体育馆站的文化墙主题为“甬城律动”，以光影水韵为背景，结合运动人像剪影为前景。鄞州区政府站的文化墙主题为“光耀鄞州”，由星光构成，主体部分为宁波博物馆建筑轮廓。南部商务区站的文化墙主题为“瑞锦荣城”，通过算盘珠构成宁波南部商务区建筑的天际线。3号线一期车站的出入口雨篷则曾进行设计方案公开征集和网络投票，最终经过评选采用了广州地铁设计研究院的“色彩缤纷”方案。
3号线鄞奉段车站均为高架站，站外装修主题为“腾飞之翼”，由弧线构成外立面。站内装修主题则为“书香人文”，车站采用“书简”造型吊顶，上刻古诗文。姜山至明辉路三站采用金色为站内主题色，而朝阳至金海路则采用绿色。方桥、南渡、大成东路、金海路四站立柱使用彩绘玻璃，主题分别为“红帮故里”、“桃花源里”、“弥勒圣地”、“金色海洋”，展现奉化区的文化特点。

### 车站列表

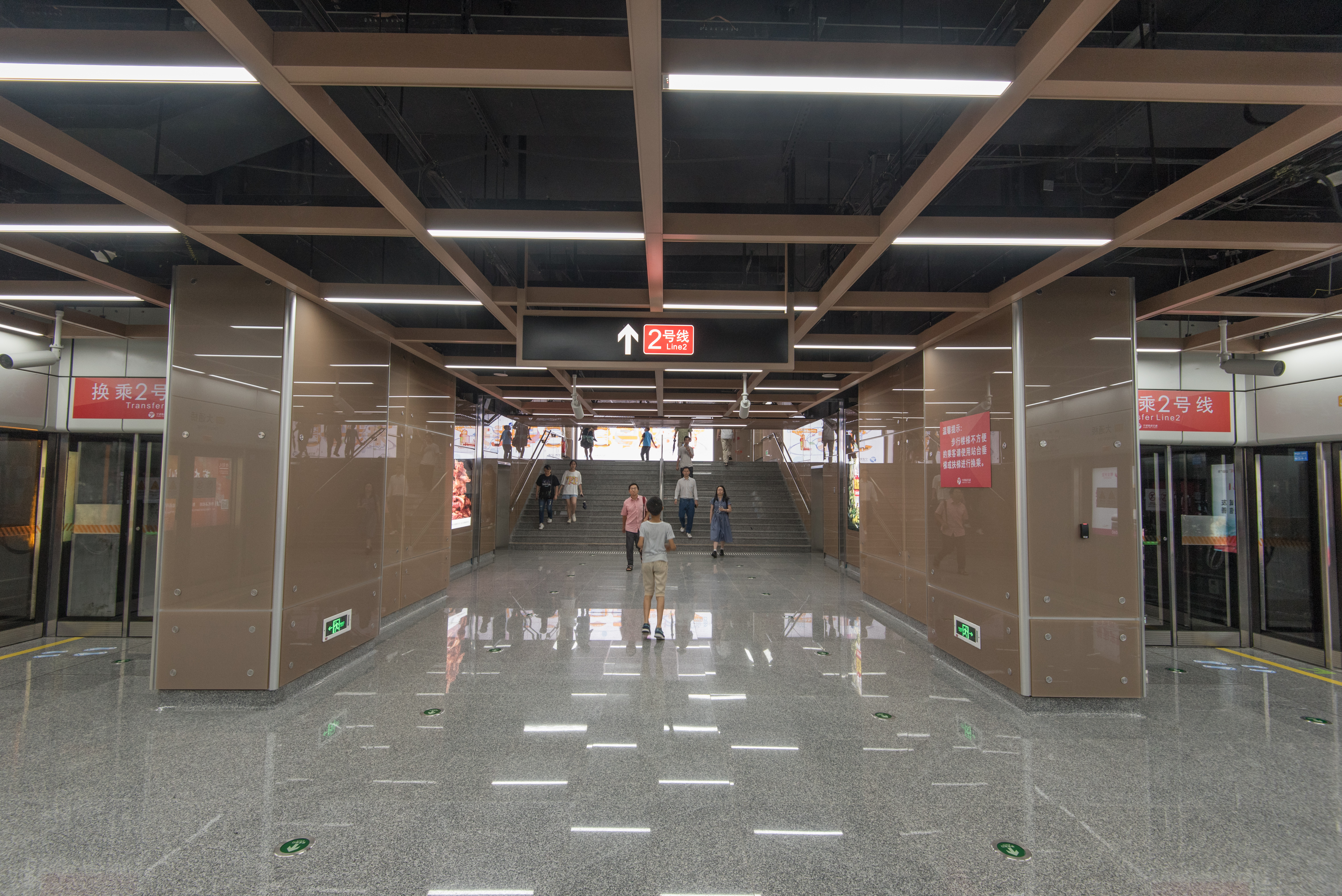
3号线站台换乘2号线通道

|                                                               | 站名  | 里程（km）       | 换乘路线 | 所在地           | 车站形式 |
| 3号线一期、鄞奉段                                             |       |                  |          |                  |          |
| 金海路                                                        | 0     |                  | 奉化区   | 高架三层岛式车站 |          |
| 大成东路                                                      | 2.35  |                  | 奉化区   | 高架三层侧式车站 |          |
| 南渡                                                          | 6.39  |                  | 奉化区   | 高架三层侧式车站 |          |
| 琎琳                                                          | 8.00  |                  | 奉化区   | 高架三层侧式车站 |          |
| 方桥                                                          | 10.58 | 预留远期拆分     | 奉化区   | 高架三层侧式车站 |          |
| 朝阳                                                          | 15.04 |                  | 鄞州区   | 高架三层侧式车站 |          |
| 明辉路                                                        | 16.92 |                  | 鄞州区   | 高架三层岛式车站 |          |
| 狮山                                                          | 18.23 |                  | 鄞州区   | 高架三层侧式车站 |          |
| 姜山                                                          | 19.58 |                  | 鄞州区   | 高架三层侧式车站 |          |
| 高塘桥                                                        | 21.31 |                  | 鄞州区   | 地下二层岛式车站 |          |
| 句章路                                                        | 22.13 |                  | 鄞州区   | 地下二层岛式车站 |          |
| 鄞州客运总站                                                  | 23.47 |                  | 鄞州区   | 地下二层岛式车站 |          |
| 南部商务区                                                    | 24.72 | ■ 8号线          | 鄞州区   | 地下二层岛式车站 |          |
| 鄞州区政府                                                    | 26.05 | ■ 5号线          | 鄞州区   | 地下二层岛式车站 |          |
| 四明中路                                                      | 26.79 |                  | 鄞州区   | 地下二层岛式车站 |          |
| 锦寓路                                                        | 27.96 |                  | 鄞州区   | 地下二层岛式车站 |          |
| 钱湖北路                                                      | 28.93 |                  | 鄞州区   | 地下二层岛式车站 |          |
| 仇毕                                                          | 30.36 |                  | 鄞州区   | 地下四层岛式车站 |          |
| 儿童公园                                                      | 31.34 | ■ 4号线          | 鄞州区   | 地下三层岛式车站 |          |
| 樱花公园                                                      | 32.53 | ■ 1号线          | 鄞州区   | 地下三层岛式车站 |          |
| 体育馆                                                        | 33.49 | ■ 7号线（在建）  | 鄞州区   | 地下三层岛式车站 |          |
| 明楼                                                          | 34.47 | ■ 6号线（在建）  | 鄞州区   | 地下二层岛式车站 |          |
| 中兴大桥南                                                    | 35.73 |                  | 鄞州区   | 地下三层岛式车站 |          |
| 大通桥                                                        | 37.45 | ■ 2号线          | 江北区   | 地下三层岛式车站 |          |
| 远期建设区间                                                  |       |                  |          |                  |          |
| 宝成路                                                        |       |                  | 江北区   | 地下车站         |          |
| 外漕村                                                        |       | ■ 5号线（规划）  | 江北区   | 地下车站         |          |
| 3号线二期（目前暂归入5号线运营）                              |       |                  |          |                  |          |
| 永茂路                                                        |       | ■ 10号线（规划） | 镇海区   | 地下二层岛式车站 |          |
| 镇海大道（慈海）                                              |       | ■ 7号线（在建）  | 镇海区   | 地下三层岛式车站 |          |
| 骆驼桥                                                        | 47.17 |                  | 镇海区   | 地下二层岛式车站 |          |
| 注：未开通的车站以深灰色背景 表示，未开通的换乘线路以灰色标注 |       |                  |          |                  |          |

## 车辆

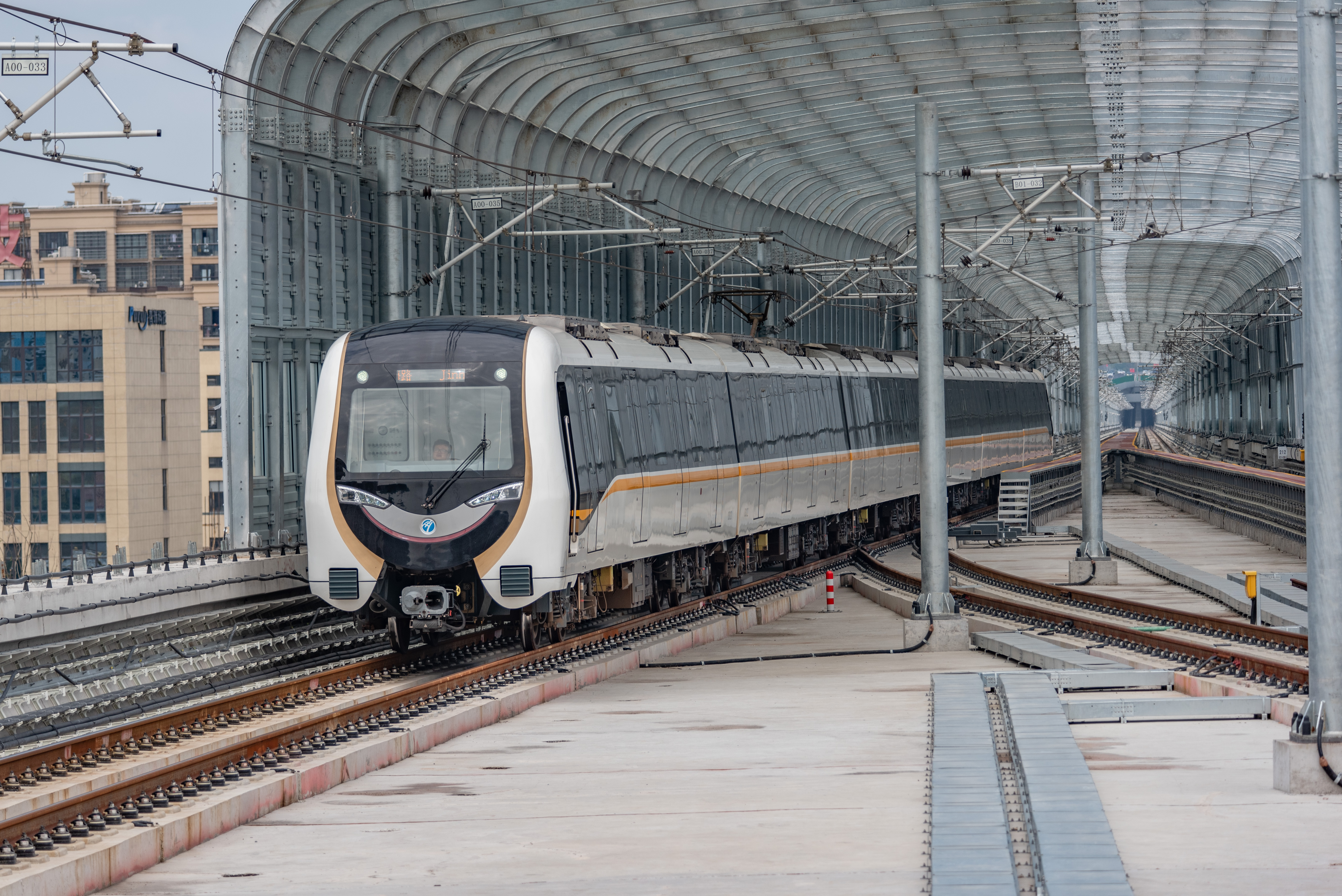
3号线列车

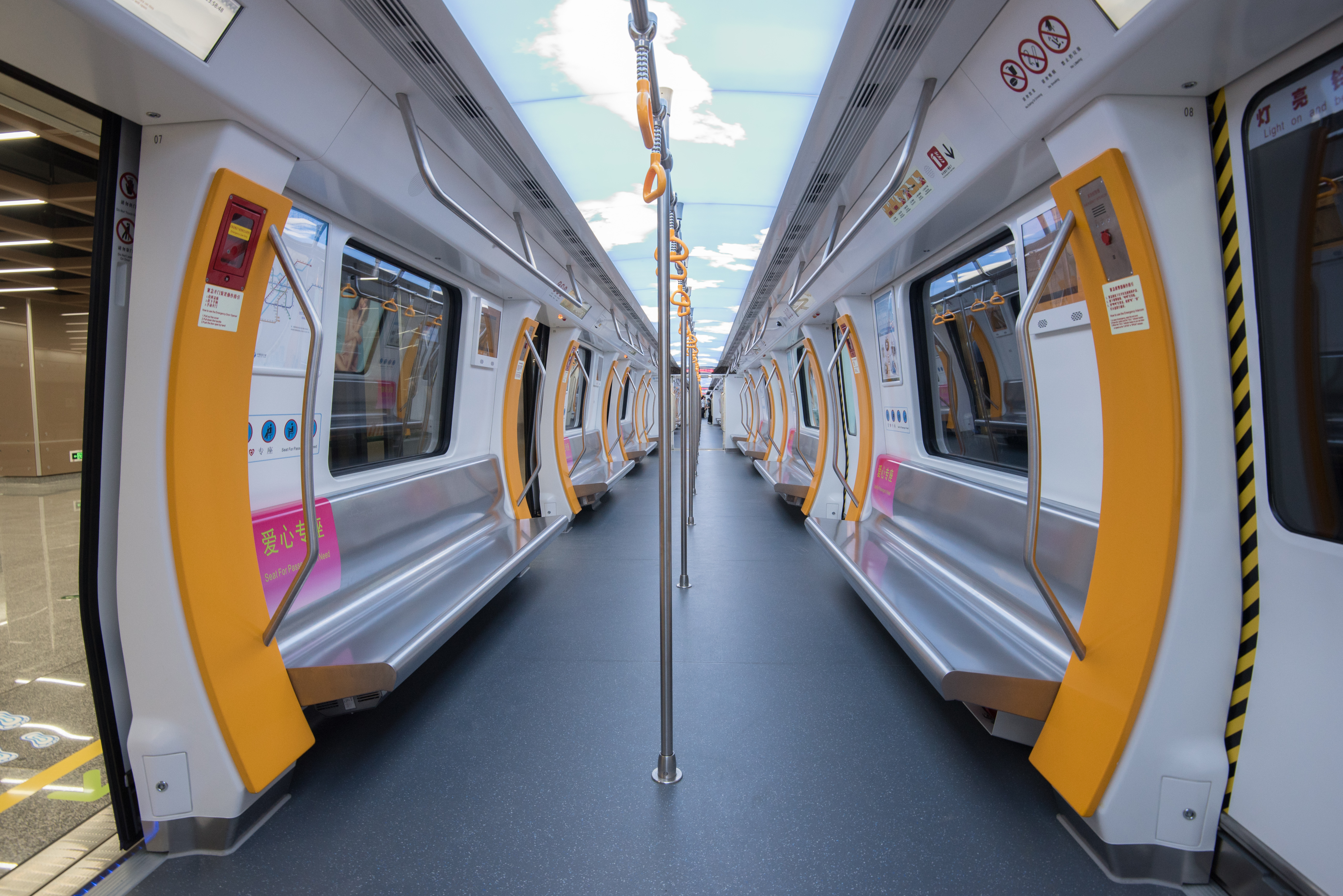
3号线列车内部

### 列车简介
3号线一期车辆由中国中车宁波产业基地接受中车株洲电力机车转让图纸生产，并由株洲中车时代电气牵引提供牵引系统。3号线一期首组列车于2017年12月20日下线，一期17列配车后相继于2017年至2019年制造完成并交付使用。鄞奉段计划配车21列。二期计划配车8列，车型与一期基本一致，按自动化等级为GoA3采购。
3号线在营列车主要系统与1号线、2号线一期车辆基本一致，为B型车，全长118米，宽2.9米，高3.8米，采用6节编组（= Tc + Mp + M - M + Mp + Tc =），定员1460人，最高速度80公里/小时。列车设有再生制动装置，可回收90%的制动能量。车内使用铝蜂窝地板，用于减少噪音和振动，顶部设有蓝天白云LED照明，门口立柱为帆船形。列车内装80%的产品由宁波本地生产。列车外观以白、黑为基础色，伴有线路标志色金穗黄，因将运营至奉化区境内，车头灯和尾灯设计为笑脸形，轮廓为金色，寓意为笑口常开的布袋和尚。

### 行车组织
3号线开通后曾一度实行大通桥站至金海路站的单一交路运行，2020年12月起改用大小交路运行模式，以大通桥站至南部商务区站作为小交路运行区间。其中，工作日期间，早、晚高峰和平峰时均混合开行间隔分别为4分30秒的小交路和9分钟的大交路，20:00后的低峰时段以约10分钟行车间隔开行大通桥站至金海路站的单一大交路；双休日则仅开行单一大交路，平峰行车间隔6分30秒，低峰行车间隔10分钟。此外，工作日早、晚高峰期间会各加开3列单向由金海路站直达南部商务区站的直快列车，鄞州客运总站以南仅停靠姜山、方桥、大城东路和金海路，相比站站停列车全程运行时间少5分钟。规划远期每小时可开行28对列车。
| 宁波轨道交通3号线南段高峰列车停站表            | 宁波轨道交通3号线南段高峰列车停站表 | 宁波轨道交通3号线南段高峰列车停站表 | 宁波轨道交通3号线南段高峰列车停站表 | 宁波轨道交通3号线南段高峰列车停站表 | 宁波轨道交通3号线南段高峰列车停站表 | 宁波轨道交通3号线南段高峰列车停站表 | 宁波轨道交通3号线南段高峰列车停站表 | 宁波轨道交通3号线南段高峰列车停站表 | 宁波轨道交通3号线南段高峰列车停站表 | 宁波轨道交通3号线南段高峰列车停站表 | 宁波轨道交通3号线南段高峰列车停站表 | 宁波轨道交通3号线南段高峰列车停站表 | 宁波轨道交通3号线南段高峰列车停站表 |
| ---------------------------------------------- | ----------------------------------- | ----------------------------------- | ----------------------------------- | ----------------------------------- | ----------------------------------- | ----------------------------------- | ----------------------------------- | ----------------------------------- | ----------------------------------- | ----------------------------------- | ----------------------------------- | ----------------------------------- | ----------------------------------- |
|                                                | 金海路                              | 大成东路                            | 南渡                                | 琎琳                                | 方桥                                | 朝阳                                | 明辉路                              | 狮山                                | 姜山                                | 高塘桥                              | 句章路                              | 鄞州客运总站                        | 南部商务区–大通桥                   |
| 大交路                                         | •                                   | •                                   | •                                   | •                                   | •                                   | •                                   | •                                   | •                                   | •                                   | •                                   | •                                   | •                                   | 站站停                              |
| 小交路                                         | ×                                   | ×                                   | ×                                   | ×                                   | ×                                   | ×                                   | ×                                   | ×                                   | ×                                   | ×                                   | ×                                   | ×                                   | 站站停                              |
| 早高峰直快                                     | •                                   | •                                   | →                                   | →                                   | •                                   | →                                   | →                                   | →                                   | •                                   | →                                   | →                                   | •                                   | 站站停                              |
| 晚高峰直快                                     | •                                   | •                                   | ←                                   | ←                                   | •                                   | ←                                   | ←                                   | ←                                   | •                                   | ←                                   | ←                                   | •                                   | 站站停                              |
| 说明：•表示停站，→、←表示单向越行，×表示不经由 |                                     |                                     |                                     |                                     |                                     |                                     |                                     |                                     |                                     |                                     |                                     |                                     |                                     |

## 附属设施

### 车辆基地
3号线一期设置首南车辆段，位于鄞州区首南街道境内，宁波绕城高速公路、高阳路和明光路合围的地块内，占地面积约15.87万平方米，房屋总建筑面积约6.37万平方米，设有运用库、检修库、综合楼、运转综合楼、物资总库等14个建筑单体。该车辆段主要承担3号线车辆的定修、临修、镟轮作业和列车检测、停放任务。
3号线鄞奉段设置奉化停车场，位于奉化区金海路站后东南，东环路东侧，规划湖桥东路以南地块内，规划用地面积15.56万平方米，承担列车停放和运用任务。
3号线二期设有朝阳停车场，位于镇海区骆驼街道境内。3号线二期纳入5号线运营期间定修、大修、架修由5号线经堂庵跟车辆段承担；一二期贯通运营后，列车的定修恢复至3号线首南车辆段承担，大修、架修则由1号线天童庄车辆段承担:54。

### 主变电所
3号线与1号线共享樱花主变电所，与2号线共享双桥主变电所。此外，鄞奉段在南渡站附近设置一座主变电所，连接奉化220千伏广济变电所，设置两台110/35千伏主变压器。

### 控制中心
3号线与其他线路共用一座控制中心，线路的指挥控制、运营管理、制票清分作业均在控制中心完成，其中二期工程初期纳入5号线管理。中心位于陈郎桥江以东，浦港路以西，宁穿路以北，靠近1号线东环南路站，占地面积24195平方米，总建筑面积81068平方米，由广州地铁设计院设计。

### 信号与综合控制系统
3号线采用由上海电气泰雷兹提供的CBTC信号系统。综合监控系统、环境与设备监控系统、火灾自动报警系统、变电所综合自动化系统、气体灭火系统等系统则中控信息公司提供。二期工程初期纳入5号线控制，采用全自动无人看守运行标准，远期与一期工程贯通后实现3号线一二期统一管理。

## 争议
3号线一期工程环境影响评价公示后，鄞州区东湖花园小区居民曾因担心房屋安全及地铁振动影响，以及认为3号线实质的建设规划“擅自修改”了国家发改委批复的《宁波市城市快速轨道交通线网规划》，反对3号线下穿前塘河的方案。但轨道交通建设部门认为，线路走向修改正是为了符合环保部之前对线网规划的意见，区间因不含风亭而不存在噪音污染问题，而振动问题可通过减振达到相关国家标准，因而只在原设计基础上进一步提高了该区间的减振级别。最终，3号线的改线规划获得了国家发改委办公厅的同意，整个建设规划获得了宁波市发改委的批复，而东湖花园居民的要求没有得到接纳。